# Іштаран
Іштаран — бог-покровитель міста Дер в східній Месопотамії. Асоціювався з ідеєю правосуддя.
Іштаран — божество-свідок і суддя в суперечці про прикордонні області між Уммою та Лагашем. У ролі бога-судді виступає він і в текстах Гудеа, де йому близький Нінгірсу.
У старовавилонський час зустрічається визначення «Іштаран-лікар», що дозволяє припускати в ньому бога-цілителя. Це підтверджується і тим, що його посол — змієподібний бог Нірах, змія ж часто є символом лікування.